# 藤巻あおい
藤巻 あおい（ふじまき あおい、1998年7月7日 - ）は、日本のタレント、ファッションモデル、女優。
横浜ベイシェラトンホテル&タワーズ初代アンバサダー（2016年9月 - ）。七夕教会公認織姫（2019年6月-）。
神奈川県出身。2023年3月　Instagram上にて結婚を発表。

## 来歴
幼少期に「余命は10歳まで」と宣告されて、無理矢理感情を表現していた頃に、綺麗にお芝居で感情表現する女優さんに「嫉妬」をしたのをきっかけに芸能界デビューを果す。。
2016年9月24日、横浜ベイシェラトン初代アンバサダーに選ばれる。
芸能事務所に所属していない、まだ無名の時代から独自に編み出した手法でインスタグラムのフォロワーを7万人まで伸ばし、（当時19歳）ネットで話題を集める「謎の美少女」として注目される。その後、自ら履歴書を持って、斉藤工らが所属するブルーベアハウスのオーデイションを受け合格し、2017年より所属。
2018年2月1日にファンコミュニティサイトが開設。女子向け動画ファッションマガジン「C CHANNEL」の公式クリッパーとしても活躍し、同年4月6日には、ウェブサイト「タレントパワーランキング」において「デジタル世代に支持される注目株」に選ばれる。
2019年、プロスポーツを盛り上げるタレント団体「グラチア！」に加入。背番号は7番。
2019年6月16日、一般社団法人七夕協会による「織姫」に選ばれ、1年に1度「七夕」に活動をすることを目的に募集されるユニットメンバーの最終オーディションの審査員も務める。オーディション合格者と織姫ユニットを結成した。
2022年〜PCR検査キット（ITest）モデル

## 人物
好きな漫画家は世紀末で、尊敬していると述べている。
自宅に笹があり、誕生日が七夕のため、毎年笹の下にプレゼントが置かれている。WEBサイト「SCRAMBLE」のライターとして美容やグルメなどについてのコラムも連載している。
相対音感を持っており、BPMの正確なリズムがわかる。

## 出演

### TV・WEB
- We LOVE Tama-cen TV（2015年4月 - 9月） - レギュラーリポーター
- あさイチ（2016年、NHK）
- 地域密着！た・ま・て・ば・こ（2017年1月1日 - 2月6日） - リポーター
- 猫カフェで遊んでみた（2017年 - 、abemaFresh!）-メインMC
- フォルクスワーゲンWEBムービー「UP!ALLNIGHT」（2017年）
- メシテロ(2017年、AbemaTV)
- どっぷりアプリ（2019年、BS11）

### ドラマ
- ハクバノ王子サマ（2013年、日本テレビ）
- 悪霊病棟（2013年、MBS）
- 49（2013年、日本テレビ）
- 痛快TV スカッとジャパン（2018年、フジテレビ）-西田由香里 役

### 映画
- 劇場版仮面ティーチャー
- 渇き

### 舞台
- アリスインプロジェクト「アリスインデッドリースクールBEYOND」（2015年、シアターkassai） - 猪狩薫 役
- 音楽劇 ヒロセプロジェクト「キミと星空に未来を描いた日」（2015年、ラゾーナ川崎プラザソル） - ジュン 役
- Casual Meets ShakespeareVol.3「The Twelfth Night（十二夜）」（2015年、新宿シアターモリエール） - 主演：ヴァイオラ 役
- ガールズハイパーミュージカル「タイラー！」（2017年、シアターブラッツ）- エミ役
- 劇団TEAM-ODAC第31本公演「浮遊するfitしない者達」（2019年、俳優座劇場）

### 雑誌
- LOVE berry（2016年5月15日）
- 横浜ウォーカー（2017年1月）
- SHRINPCLUB（2017年1月19日）
- LARME (2019年3月15日)
- 横浜ウォーカー（2019年2月20日）
- 横浜ウォーカー（2019年8月20日）

### イベント
- 神奈川県警察一日鉄道警察隊長（2016年）
- 横浜ベイシェラトン　ホテル&タワーズ18周年記念セレモニー（2016年9月24日）
- BODY LINE原宿店一日店長（2018年6月9日）
- 芸能人女子フットサルリーグ2月大会（2019年2月2日）
- 芸能人女子フットサルリーグ6月大会（2019年6月9日）

### ラジオ
- 渋谷クロスFM「グラチアのフレフレスポーツ！」(2018年-)
- 調布FM（2019年）